# Сент Антони (Ајова)
Сент Антони (енгл. St. Anthony) град је у америчкој савезној држави Ајова. По попису становништва из 2010. у њему је живело 102 становника.

## Демографија
Према попису становништва из 2010. у граду је живело 102 становника, што је -7 (-6.4%) становника више него 2000. године.
| Група             | 2000.       | 2010.      |
| Белци             | 105 (96,3%) | 92 (90,2%) |
| Афроамериканци    | 0 (0,0%)    | 1 (1,0%)   |
| Азијати           | 0 (0,0%)    | 1 (1,0%)   |
| Хиспаноамериканци | 1 (0,9%)    | 6 (5,9%)   |
| Укупно            | 109         | 102        |